# Рабинович, Евгений Исаакович
Евгений Исаакович Рабинович (Юджин Рабинович, 27 апреля 1898, Санкт-Петербург — 15 мая 1973, Олбани, Нью-Йорк, США) — американский биохимик, поэт. Русскую поэзию публиковал под псевдонимом Евгений Раич, позднее — Евгений Раич-Рабинович.

## Биография
Родился в Санкт-Петербурге в семье видного правоведа Исаака Моисеевича Рабиновича (1859—1929) и пианистки Зинаиды Моисеевны Вайнлунд (1869—1943). В 1915 году окончил Тенишевское училище.
Учился в Петроградском университете, в середине 1918 года переехал с родителями в Киев, где поступил в Киевский университет. Весной 1920 года эмигрировал с родителями в Германию, где жил до прихода к власти нацистов в 1933 году. Окончил Берлинский университет по химическому факультету. Краткое время был членом Берлинского кружка поэтов. В 1929—1933 годах работал в Гёттингенском университете ассистентом в лаборатории Джеймса Франка. В 1933 году выехал в Копенгаген.
С 1934 года работал в Университетской колледже в Лондоне, в 1938 году переехал в США. В 1939—1943 годах — на химическом отделении в Массачусетском технологическом институте в Бостоне, затем в Чикагском университете. Профессор Чикагского университета, автор фундаментальных работ по фотосинтезу. В 1945 году подписал обращение к властям США («Доклад Франка») с просьбой не проводить атомные бомбардировки японских городов.
Один из основателей и участник с 1955 года Пагуошских конференций ученых за мир, разоружение, международную безопасность и научное сотрудничество. Автор стихов и литературных переводов.

## Семья
- Жена (с 1932 года)[9] — актриса Анна Дмитриевна Меерсон (сценический псевдоним Морозова, 1900, Одесса — 1976, Массачусетс). Дочь Дария Львовича Меерсона (1879—1958), социал-демократа, позже большевика, выпускника медицинского факультета Императорского Новороссийского университета в Одессе, где он участвовал в издании газеты «Студент»; после революционных событий 1905—1907 годов отошёл от революционной деятельности, работал врачом, с 1923 года — профессор Одесского медицинского института, основатель Одесского научно-исследовательского института туберкулёза и первой в СССР кафедры туберкулёза, главный врач Клинической больницы имени Роберта Коха[10][11].

Два сына-близнеца:
- - Александр Рабинович, историк[12].
  - Виктор Рабинович (1934—2019), зоолог.
- Двоюродная сестра Надежда Давыдовна Рабинович (1901—1938) была замужем за писателем Александром Роскиным и поэтом Сергеем Спасским; другая двоюродная сестра Елена — за художником-сценографом Владимиром Осиповичем Баржанским, 1892—1968); третья двоюродная сестра Лидия — за учёным в области турбиностроения М. И. Гринбергом; ещё одна двоюродная сестра Софья — за художником Георгием Николаевичем Слободзинским (1896—1967).